# Pseudocercospora beilschmiediae
Pseudocercospora beilschmiediae är en svampart som beskrevs av U. Braun & C.F. Hill 2003. Pseudocercospora beilschmiediae ingår i släktet Pseudocercospora och familjen Mycosphaerellaceae.   Inga underarter finns listade i Catalogue of Life.